# Kołowin
Kołowin (niem. Kollogienen, 1938–1945 Kalgienen) – osada leśna w Polsce położona w województwie warmińsko-mazurskim, w powiecie mrągowskim, w gminie Piecki. W latach 1975–1998 miejscowość administracyjnie należała do województwa olsztyńskiego.
W 1938 r., w ramach akcji germanizacyjnej, ówczesne władze niemieckie zmieniły urzędową nazwę osady z Kollogienen na Kalgienen.
W 1973 roku osada (leśniczówka) Kołowin należała do sołectwa Bobrówko.